# صیف‌الدین داغلی
صیف‌الدین داغلی (ترکی آذربایجانی: Seyfəddin Əliağa oğlu Abbasov; ۲۷ اوت ۱۹۲۱ – ۱۸ ژانویهٔ ۱۹۸۳) نویسنده، شاعر، نمایشنامه‌نویس و خبرنگار آذربایجانی بود.

## شرح حال
صیف‌الدین داغلی در ۲۷ اوت سال ۱۹۲۱ در شهر خیزی آذربایجان شوروی سابق تولد یافت. در میان سال‌های ۱۹۴۱ تا ۱۹۵۶ در ارتش خدمت نظامی کرد. در طول همان سال‌ها به عنوان خبرنگار حوزه ادبیات در روزنامه «اردو» (به فارسی: ارتش) و به عنوان ویراستار در روزنامه «دیویزیا» (به فارسی: لشکر) مشغول به کار بود. صیف‌الددین داغلی از سال ۱۹۵۶ تا ۱۹۵۹ مسئولیت سردبیری در کمیته دولتی رادیو را عهده‌دار شد. در سالهای متعافب به معاونت و ریاست استودیوی تلویزیونی باکو رسید.
صیف‌الدین داغلی به مدت طولانی به عنوان سردبیر در روزنامه «کیرپی» (به فارسی: جوجه‌تیغی)، عضو هیئت تحریریه در آذربایجان‌فیلم و ویراستار در انتشارات «یازیچی» (به فارسی: نویسنده) فعالیت کرد. در سال ۱۹۴۸ اولین کتابش با عنوان «دریانورد» انتشار یافت. نمایشنامه‌های او بارها در تئاتر درام ملی آکادمی دولت آذربایجان، تئاتر دولتی کمدی موزیکال جمهوری آذربایجان و تئاتر دولتی تماشاگران جوان جمهوری آذربایجان به روی صحنه رفته‌است.
رمان «باهار اوغلو» (فرزند بهار) صیف‌الدین داغلی که به زندگی و فعالیت جعفر جبارلی، نمایشنامه‌نویس معروف آذربایجانی، اختصاص داده بود، شهرت زیادی برای وی به ارمغان آورد. در سال ۱۹۵۳ با «گلاره جبارلی»، دختر جعفر جبارلی عقد بست و حاصل این ازدواج ۳ فرزند بود.
در ۲۶ اوت ۱۹۸۱ جایزه افتخاری از سوی هیئت رئیسه شورای عالی جمهوری سوسیالیستی آذربایجان شوروی به صیف‌الدین داغلی اعطا شد.
صیف‌الدین داغلی در روز ۱۸ ژانویه سال ۱۹۸۳ درگذشت.